# Downe
Downe, anciennement Down, est un village du comté historique du Kent, en Angleterre. Il fait partie du borough londonien de Bromley, dans la région du Grand Londres.

## Sites remarquables
On y trouve la « Down House », lieu de résidence du naturaliste Charles Darwin de 1842 jusqu'à sa mort en 1882. Elle est aujourd'hui ouverte au public.